# Kamenz (huyện)
Kamenz (Bản mẫu:Lang-wen) là một huyện ở đông bắc Bang tự do Sachsen, Đức. Các huyện giáp ranh (từ phía bắc theo chiều kim đồng hồ) là: Oberspreewald-Lausitz, Spree-Neiße, Niederschlesischer Oberlausitzkreis, Bautzen - Budyšin, Sächsische Schweiz, thành phố không thuộc huyện Dresden - Drježdźany, và huyệns Meißen và Riesa-Großenhain. Thành phố không thuộc huyện Hoyerswerda bao quanh hoàn toàn huyện này.

## Lịch sử
Huyện đã được lập năm 1994 từ huyện cũ Kamenz, phần phía bắc của huyện Dresden-Land, xung quanh Radeberg, và huyện Hoyerswerda, trừ thị xã Hoyerswerda. Từ năm 1994 đến năm 1996, huyện có tên Westlausitz - Dresdner Land, nhưng sau đó được đổi tên lại thành Kamenz. Tháng 8 năm 2008, huyện Kamenz và Hoyerswerda được sáp nhập into huyện Bautzen.

## Địa lý
Hai sông chính ở đây là Spree và Schwarze Elster.

## Thị xã và đô thị
| Thị xã | Đô thị | |
| --- | --- | --- |
| 1. Bernsdorf 2. Elstra 3. Großröhrsdorf 4. Kamenz 5. Königsbrück 6. Lauta 7. Pulsnitz 8. Radeberg 9. Wittichenau | 1. Arnsdorf 2. Bretnig-Hauswalde 3. Crostwitz 4. Elsterheide 5. Großnaundorf 6. Haselbachtal 7. Laußnitz 8. Lichtenberg 9. Lohsa 10. Nebelschütz 11. Neukirch 12. Oberlichtenau | 1. Ohorn 2. Oßling 3. Ottendorf-Okrilla 4. Panschwitz-Kuckau 5. Ralbitz-Rosenthal 6. Räckelwitz 7. Schönteichen 8. Schwepnitz 9. Spreetal 10. Steina 11. Wachau 12. Wiednitz |